# Wadicosa arabica
Espèce
Wadicosa arabica est une espèce d'araignées aranéomorphes de la famille des Lycosidae.

## Distribution
Cette espèce se rencontre aux Émirats arabes unis et en Oman.

## Habitat
Cette espèce se rencontre dans les monts Hajar.

## Description
Le mâle holotype mesure 6,80 mm et la femelle paratype 7,1 mm.

## Systématique et taxinomie
Cette espèce a été décrite par Kronestedt, Feulner et Roobas en 2024.

## Étymologie
Son nom d'espèce lui a été donné en référence au lieu de sa découverte, l'Arabie.

## Publication originale
- Kronestedt, Feulner & Roobas, 2024 : « Species of Wadicosa (Araneae, Lycosidae): a new species from the southeastern Arabian Peninsula. » Zootaxa, no 5523(2), p. 291-300.